# Biserica Sfinții Mihail și Gavriil din Măneuți

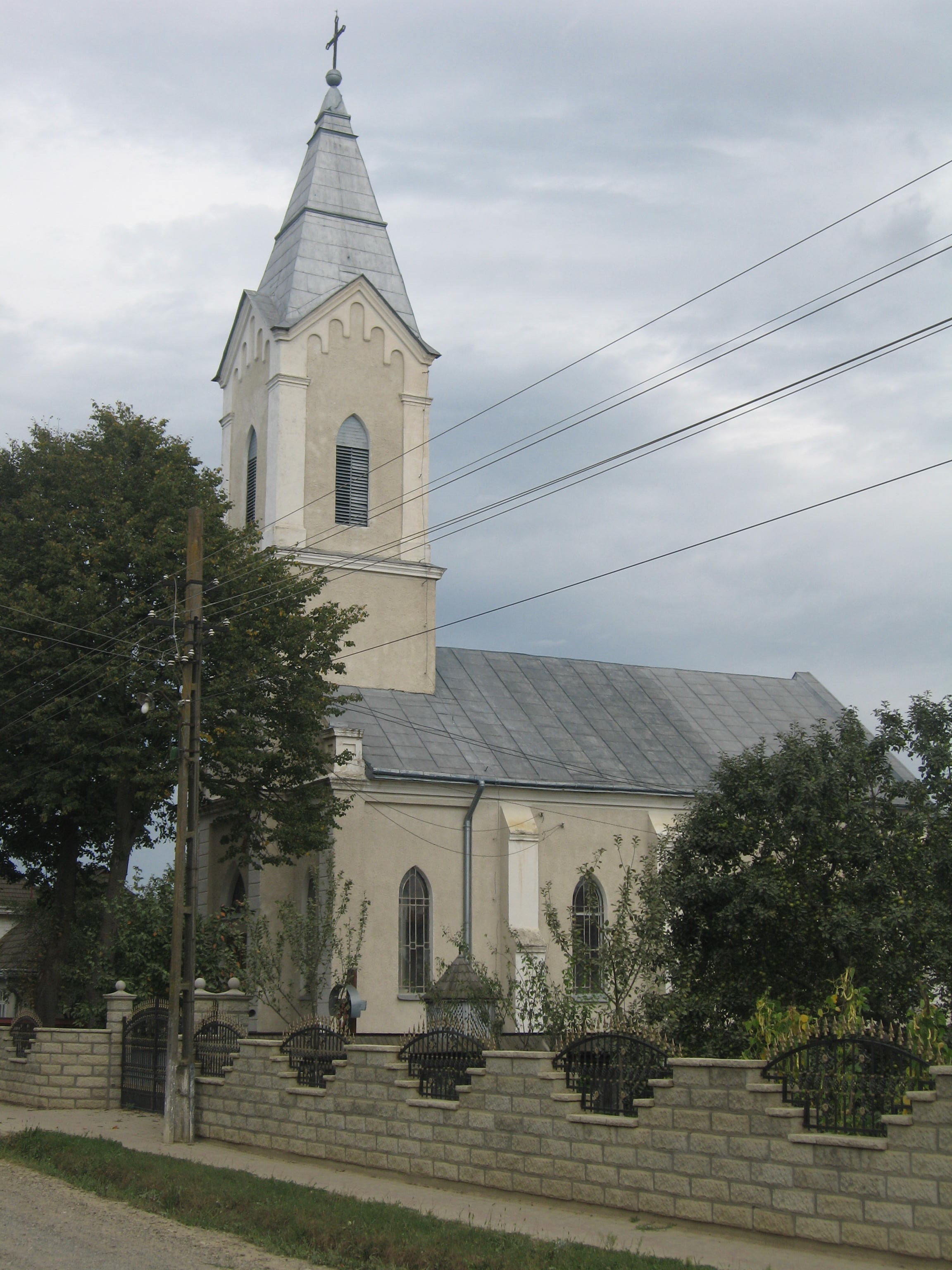
Biserica "Sf. Mihail şi Gavriil" din Măneuţi

Biserica "Sfinții Arhangheli Mihail și Gavriil" din Măneuți este o biserică construită în anul 1908 de credincioșii unguri de religie reformată (calvină) din satul Măneuți (comuna Frătăuții Vechi, județul Suceava). Inițial a fost biserică reformată (calvină), dar în prezent este folosită de comunitatea ortodoxă din localitate.

## Colonizarea maghiară a Bucovinei
Colonizarea maghiară a Bucovinei a început în perioada 1776-1777 și a cunoscut apogeul între anii 1785-1786. Satele de secui erau sate în care activitatea economică era reprezentată de cultivarea pământului și creșterea animalelor, beneficiind de prosperitatea orașului Rădăuți, în a cărui apropiere secuii puteau să-și vândă produsele agricole la un preț bun. 
În a doua jumătate a secolului al XVIII-lea, grupuri importante de secui din Transilvania au emigrat în provincia Bucovina, unde au fondat sate noi, păstrându-și cultura și tradițiile populare până în secolul al XX-lea. Cauza emigrării a fost organizarea Zonei de Frontieră secuiască de către Imperiul Habsburgic, ceea ce a pus în pericol vechile privilegii și drepturi ale secuilor. Secuii au protestat atunci împotriva încorporării (conscripțiilor) forțate în nou-înființatele regimente secuiești ale graniței militare, dar adunarea lor de la Mádéfalva (azi Siculeni din județul Harghita) a fost dispersată de generalul imperial Josip Siskovics la 7 ianuarie 1764. În acest masacru (cunoscut sub denumirea de Masacrul de la Siculeni), mai mult de 400 secui au fost uciși. După aceste evenimente, aproximativ 1.000 de secui au emigrat în Bucovina vecină, care era atunci o parte a Principatului Moldovei, aflat sub suzeranitatea Imperiului Otoman. 
După ce nordul Moldovei (Bucovina) a fost ocupat de Imperiul Habsburgic în 1774, a început un nou val de migrație secuiască. În 1776, 100 de familii de secui s-au stabilit pe acest teritoriu slab populat. În 1784 și 1786, mai mult de 200 de familii au sosit aici cu sprijinul împăratului Iosif al II-lea al Austriei și a contelui Andrei Hadik, guvernatorul Transilvaniei. Satele secuiești din Bucovina au fost: Istensegíts ("Dumnezeu ne ajută!", azi Țibeni), Fogadjisten (înființat în 1776, în traducere "Fie voia lui Dumnezeu!", azi Iacobești), Józseffalva (înființat în 1785, azi Vornicenii Mari), Hadikfalva (azi Dornești) și Andrásfalva (înființat în 1786, azi Măneuți).
Numărul secuilor din Bucovina s-a triplat în secolul al XIX-lea. În 1880, trăiau 9.387 maghiari, în 1890 8.136, în 1910 10.391 și în 1930 11.860. Acesta este una dintre puținele populații alogene din Bucovina, alături de evrei, care nu și-a diminuat numărul între 1910 și 1930. În 1918, Bucovina a devenit parte a României și secuii s-au simțit marginalizați și excluși, fără a mai beneficia de educație în limba maghiară.
După Unirea Bucovinei cu România (1918), numărul ungurilor din Măneuți s-a menținut constant. În anul 1930, populația satului Măneuți era de 2.557 locuitori, dintre care 2.280 unguri (89,16%), 110 germani (4,30%), 93 români (3,63%), 64 evrei, 7 ruși, 2 polonezi și 1 cehoslovac.  Din punct de vedere al religiei, populația era alcătuită din 1.959 romano-catolici (76,61%), 392 reformați (calvini) (15,33%), 87 ortodocși (3,40%), 64 mozaici, 47 evanghelici (luterani) și 8 greco-catolici.
După ce Ungaria a ocupat în 1941 fostul teritoriu iugoslav Bácska (Voivodina), a început acolo un proces de maghiarizare forțată. Colonizarea secuilor din Bucovina pe teritoriul comitatului Bačka (smuls de la Iugoslavia) a fost parte a politicii de întărire a comunității maghiare locale. Majoritatea comunității secuiești din Bucovina (de 13.200 de persoane) a plecat din România și, în temeiul tratatului dintre Ungaria și România, secuii au pierdut cetățenia română și toate averile lor.  
La 6 aprilie 1941, au fost recenzați 9.132 maghiari, constatându-se o scădere de 23% a populației maghiare în comparație cu 1930. Cea mai mare parte a populației maghiare încă prezentă în Bucovina a imigrat în următoarele luni din cauza unei înăspriri la adresa lor a legislației românești.
În satele secuiești, au fost aduși coloniști români care s-au mutat în casele secuilor emigrați.

## Istoricul bisericii
În anul 1908, comunitatea secuiască din satul Măneuți a construit o biserică reformată (calvină). Edificiul are un turn-clopotniță deasupra pridvorului, pe care se afla un cocoș din tablă.
După datele Recensământului general al populației României din 29 decembrie 1930, în satul Măneuți locuiau 392 credincioși reformați (calvini). Aceștia reprezentau o pondere de 15,33% din populația localității. 
După emigrarea secuilor în Ungaria, Biserica reformată din Măneuți a fost cedată comunității ortodoxe. În prezent, această biserică este folosită de comunitatea ortodoxă din sat.

## Imagini

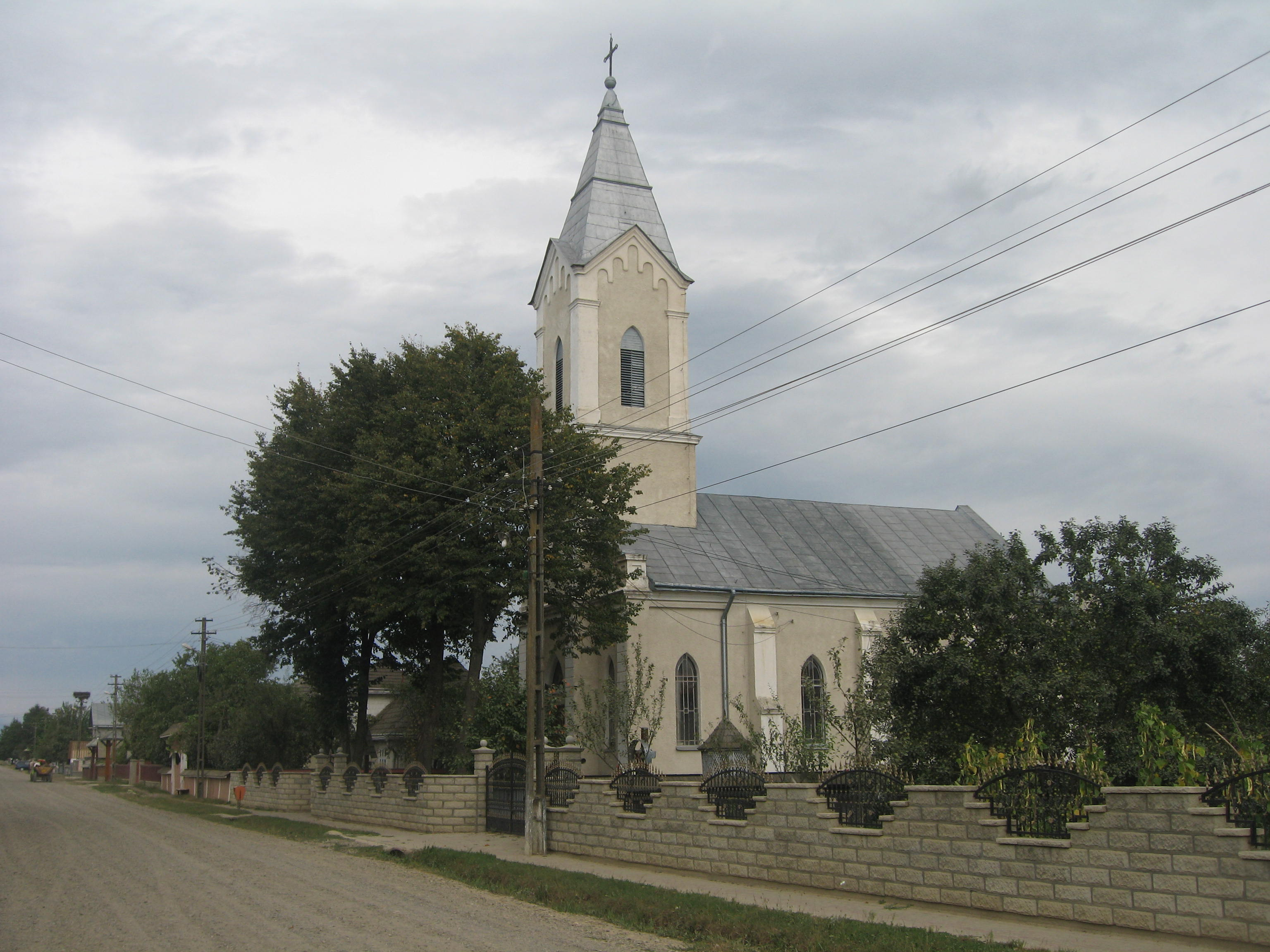
Biserica "Sf. Mihail şi Gavriil" din Măneuţi
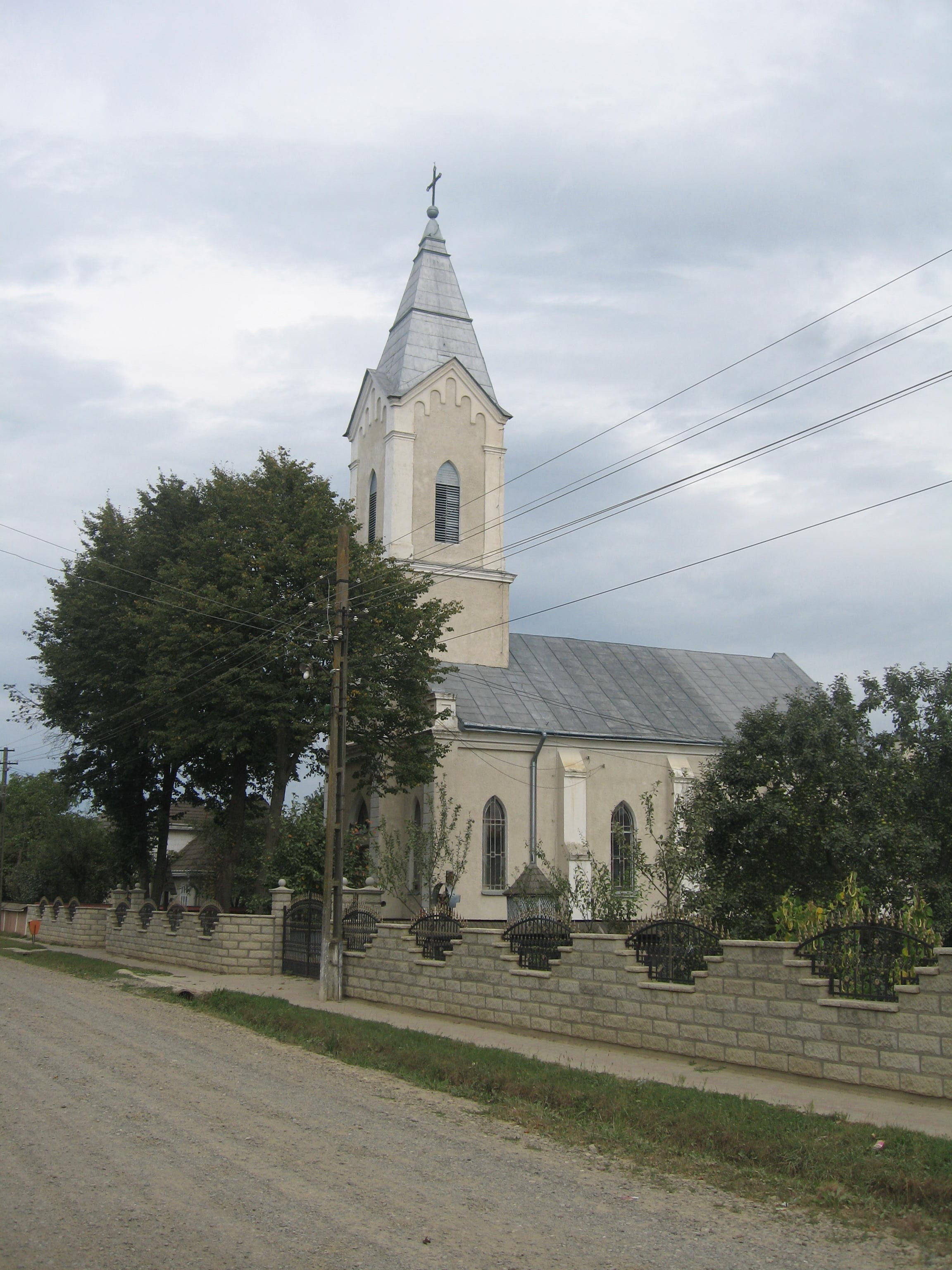
Biserica "Sf. Mihail şi Gavriil" din Măneuţi
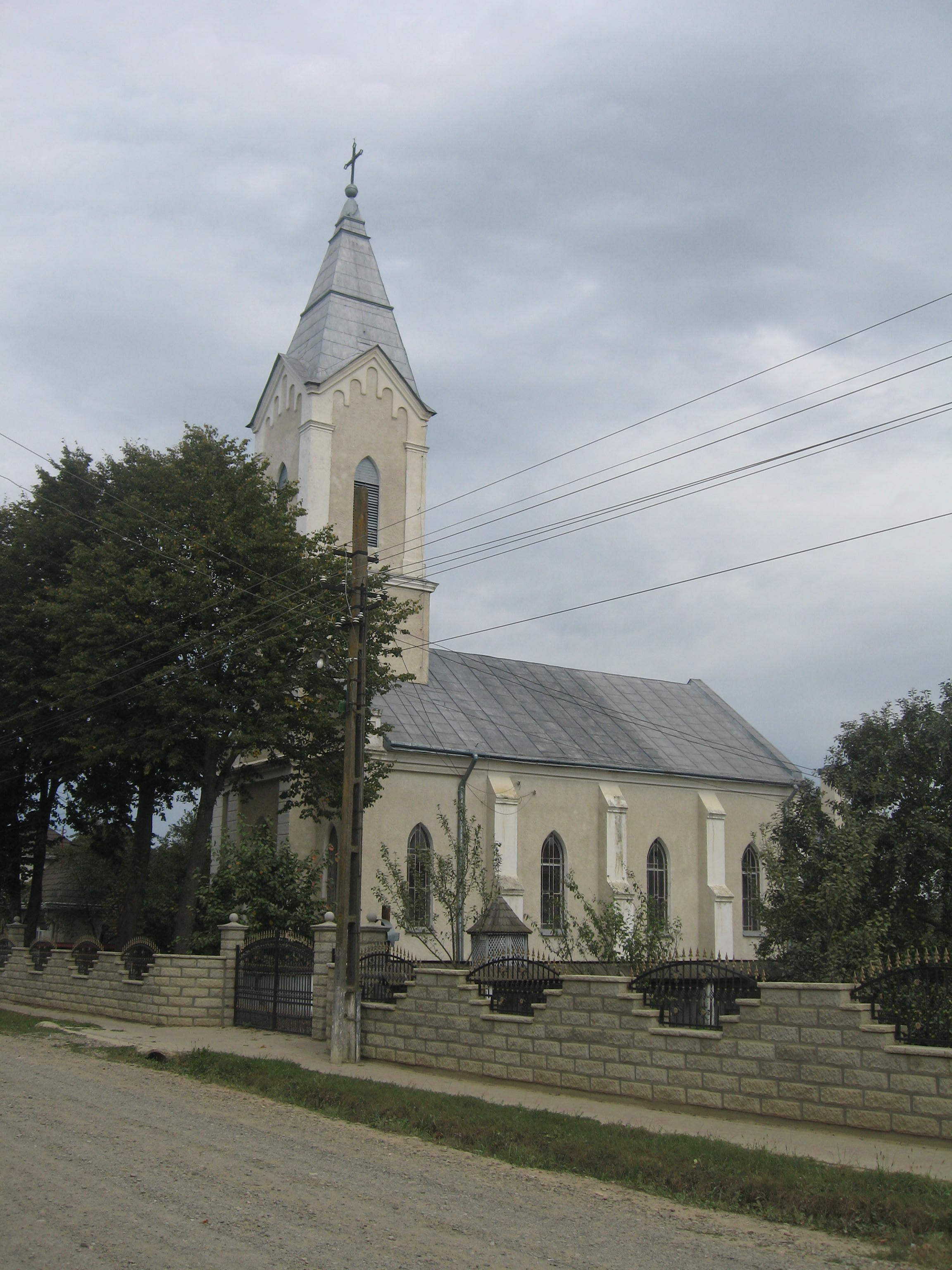
Biserica "Sf. Mihail şi Gavriil" din Măneuţi
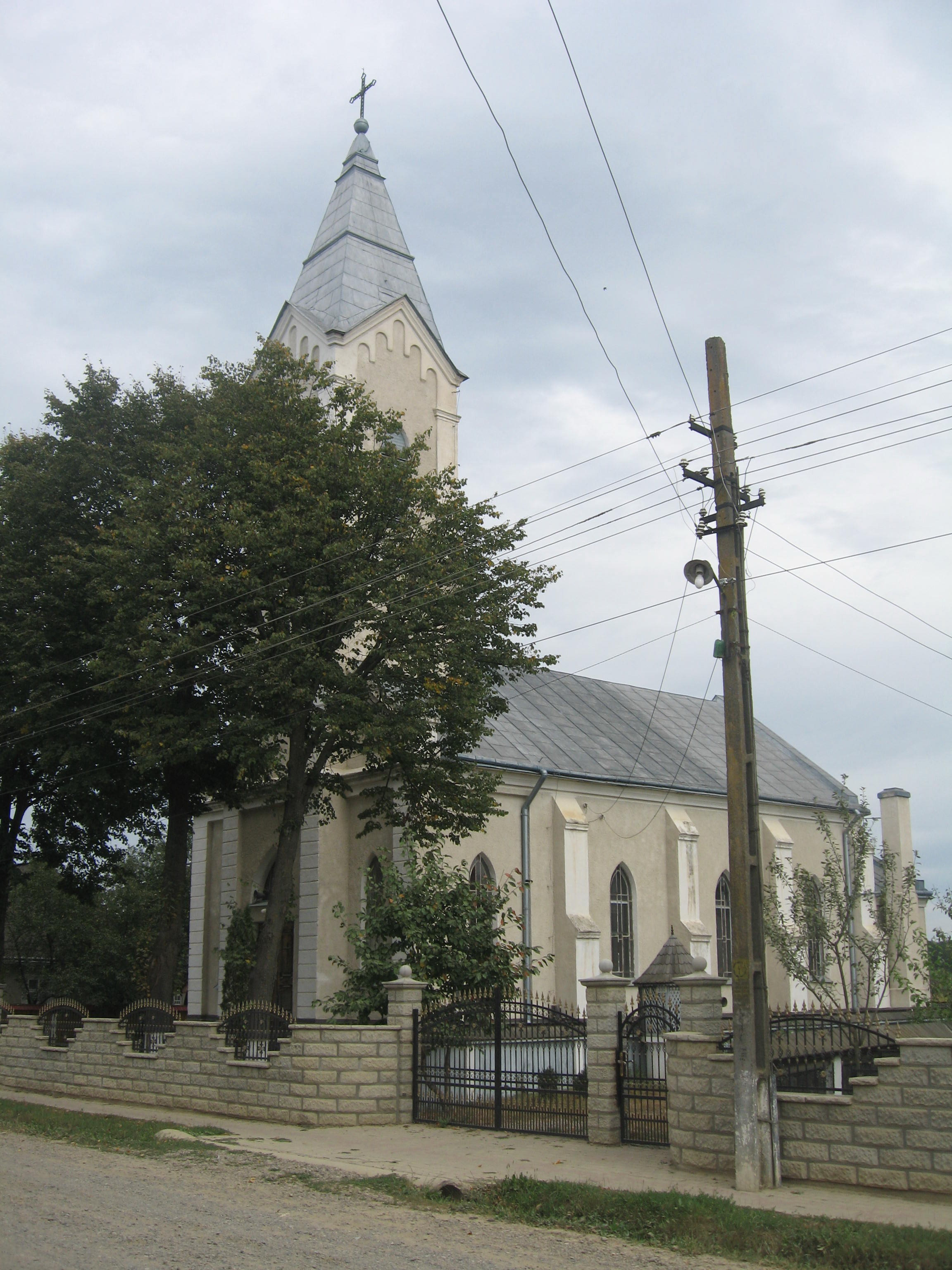
Biserica "Sf. Mihail şi Gavriil" din Măneuţi
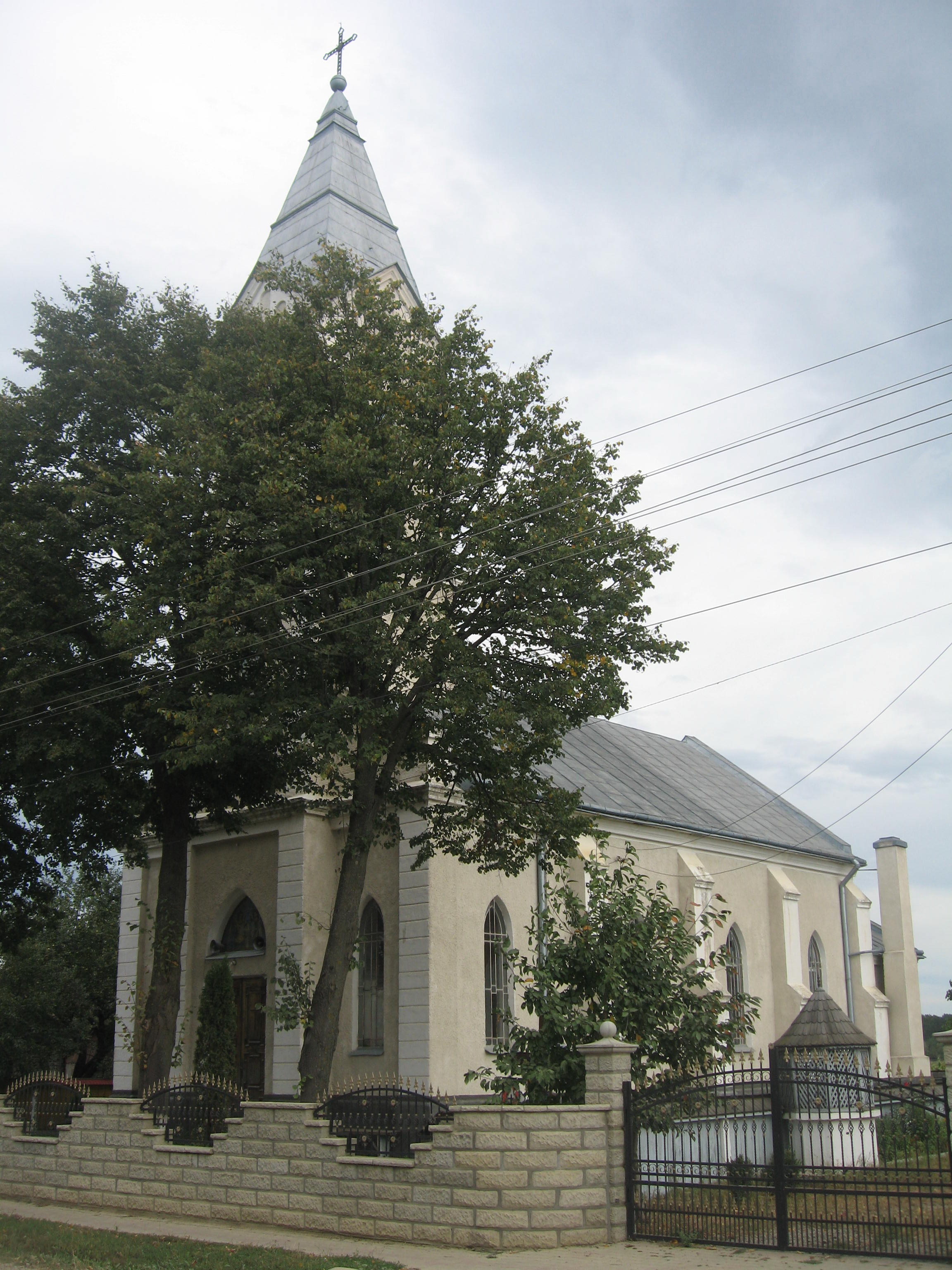
Biserica "Sf. Mihail şi Gavriil" din Măneuţi
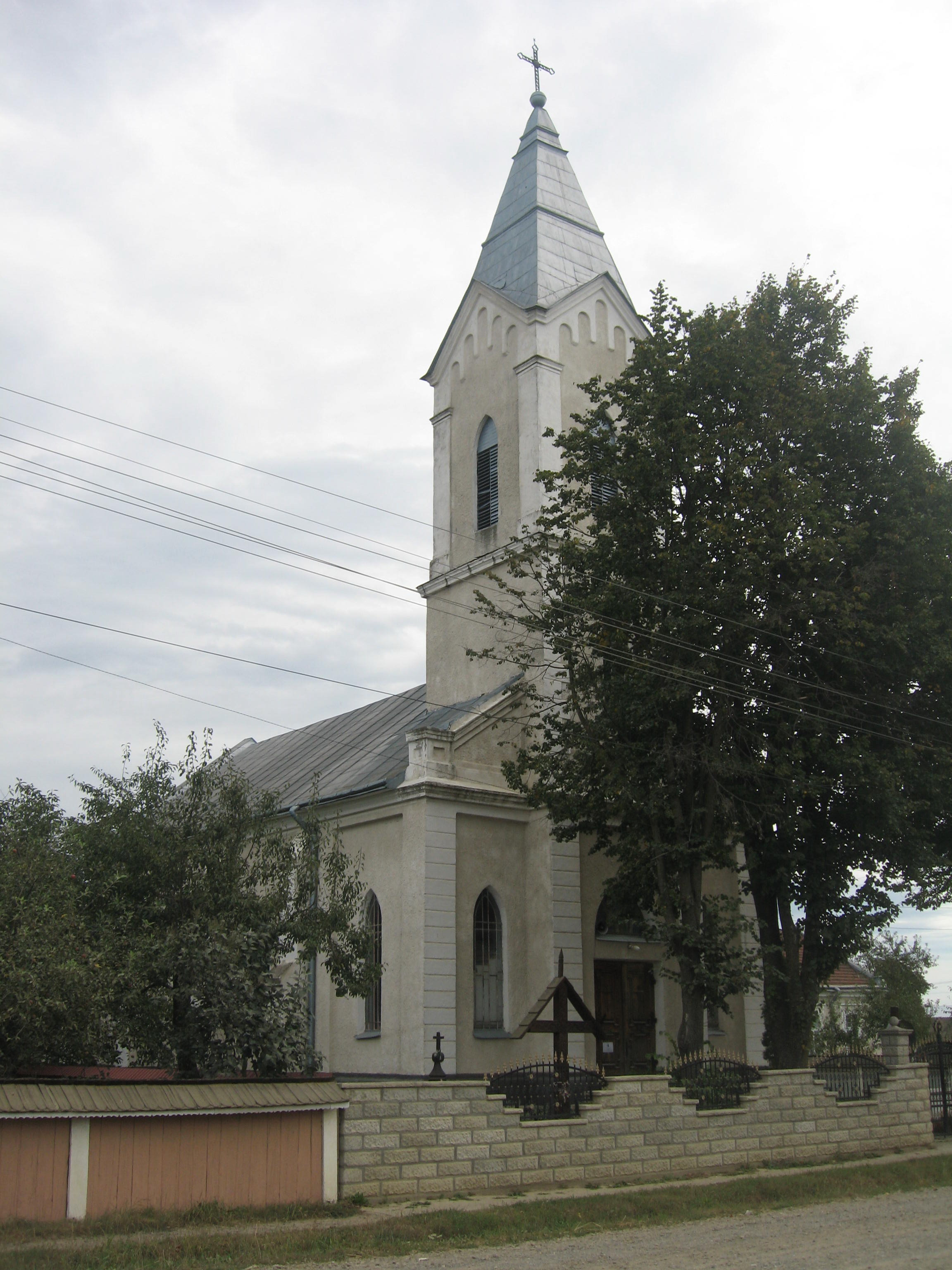
Biserica "Sf. Mihail şi Gavriil" din Măneuţi